# 全北現代汽車足球俱樂部
全北現代汽車足球俱樂部（：／），简称全北现代、全北汽車或全北發動機，是一支來自韓國全罗北道的职业足球球隊，成立於1993年1月，是韩国最成功的足球俱乐部之一。全北现代隊八次获得K联赛1冠军，同时也是2000年、2003年和2005年的韩国足协杯冠军，2006年亞足聯冠軍聯賽及2016年亞足聯冠軍聯賽冠军，是亞足联冠軍聯賽于2003年創辦以來（此赛事前身为亚洲俱乐部锦标赛）第一支奪得此項賽事冠軍的東亞俱乐部。
俱樂部代表色为綠色，是全羅北道的代表色；全北现代現在主場是全州世界盃體育場（別名“全州城”），這個主場自2002年啟用，可容納42,477人。

## 歷史

### 俱乐部变革歷史
全北隊成立於1993年1月，球隊原名完山美洲豹足球俱樂部。吴亨根（Oh Hyung-Kun）是完山隊的創立者，完山隊是K聯賽中第一支以主場所在地做為球會名字的球隊。而完山隊也希望將這一個創舉推廣至K聯賽的其他球隊。然而，吴匈群自己所籌募的資金卻不足以營運這一支球隊，後來完山美洲豹足球俱樂部面臨破產危機，而當時顯有企業願意接手完山美洲豹足球俱樂部。後來一家完山當地的酒廠最終接手球會的經營，給予經濟上的支援。當韓國職業足球聯賽於1994年正式改制為現今的K聯賽時，完山美洲豹足球俱樂部正式更名為全北水牛。此時的全北隊在財務上還是遭遇困難，最後在1994年12月，韓國的汽車巨擘現代汽車正式入主全北隊，而球隊也更名成今日所用的全北現代。

### 俱乐部成绩歷史

#### 1994–2006年
2000年韩国足协杯，在济州体育场举办的决赛中，全北现代2-0击败城南一和，拿到俱乐部历史上第一座韩国足协杯冠军。由于获得2000年韩国足协杯冠军，他们得以参加2001-2002赛季亚洲优胜者杯，这是他们第一次参加亚足联赛事。2001-2002赛季亚洲优胜者杯，全北现代在第二轮出现，两回合12-0淘汰来自马尔代夫的胜利竞技（首回合主场8-0，次回合客场4-0），1/4决赛3-3战平，凭借客场进球多淘汰来自日本的清水心跳（首回合主场1-1，次回合客场2-2），2002年3月下旬，在卡塔尔多哈举行的2001-2002赛季亚洲优胜者杯半决赛以及决赛中，全北现代先是在3月28日举行的半决赛中2-0击败来自中国的重庆力帆进入决赛，而后在3月30日举行的决赛中1-2不敌来自沙特阿拉伯的利雅得新月（90分钟1-1,120分钟1-2），无缘亚洲优胜者杯冠军。
2003年韩国足协杯，在首尔世界杯体育场举办的决赛中，全北现代2-2战平，点球大战3-0击败全南天龙，拿到俱乐部历史上第二座韩国足协杯冠军。由于获得2003年韩国足协杯冠军，他们得以参加2004年亚足联冠军联赛，这是他们第一次参加亚足联冠军联赛。2004年亚足联冠军联赛，他们与中国上海申花，日本磐田喜悦，泰国BEC特罗萨桑那分在一个小组，尽管第一轮主场1-2不敌磐田喜悦遭遇开门黑，但是接下来第二轮客场1-0击败上海申花，第三轮主场4-0击败BEC特罗萨桑那，第四轮客场4-0击败BEC特罗萨桑那，为出现奠定基础，关键的第五轮客场4-2击败磐田喜悦，尽管第六轮主场0-1不敌上海申花，但还是在与磐田喜悦同积12分情况下凭借胜负关系占优排名第一小组出线，1/4决赛全北现代两回合5-1淘汰来自阿联酋的艾因（首回合客场1-0，次回合主场4-1），但在半决赛全北现代两回合3-4不敌来自沙特阿拉伯的吉达团结（首回合客场1-2，次回合主场2-2），无缘亚足联冠军联赛决赛。
2005年韩国足协杯，在首尔世界杯体育场举办的决赛中，全北现代1-0击败蔚山现代尾浦造船，拿到俱乐部历史上第三座韩国足协杯冠军。由于获得2005年韩国足协杯冠军，他们得以参加2006年亚足联冠军联赛，这是他们第二次参加亚足联冠军联赛。同年，全北现代在韩国职业足球联赛只获得第十二名，在2005年韩国职业足球联赛13支球队中排名倒数第二。
自1993年起，全北现代隊一直不是韩国职业足球联赛冠軍的熱門隊伍，他們通常在積分榜中游徘徊。崔康煕於2005年7月任職教練之後，他幫助全北现代隊拿下2005年韩国足协杯冠軍。在2006年賽季，全北现代隊的聯賽排名在第十一位，這個成績非常接近榜底（2006年韩国职业足球联赛球队数量有14支）。然而2006年並非失望的一年，全北现代隊奪下俱乐部历史上第一座亞足聯冠軍聯賽冠軍，他們在決賽擊敗敘利亞的霍姆斯高贵，全北现代隊是韩国职业足球联赛第5個獲得此項殊榮的俱乐部。全北现代隊在晉級過程之中擊敗了許多亞洲強隊，包括小组赛日本以及中國的聯賽冠軍，分別是大阪飛腳與大連實德，他们在小组赛中与大连实德，大阪飞脚，岘港SHB分在一个小组，第一轮主场在两度落后情况下3-2逆转战胜大阪飞脚，尽管第二轮客场0-1不敌大连实德，而后第三轮主场3-0击败岘港SHB，第四轮客场1-0击败岘港SHB，关键的第五轮客场1-1追平大阪飞脚，第六轮主场3-1逆转战胜大连实德，从而以4胜1平1负进11球失5球净胜6球积13分的成绩小组第一出线。1/4决赛全北现代两回合4-3淘汰来自中国的上海申花（首回合客场0-1，次回合主场4-2），而在半决赛時全北现代隊两回合6-4淘汰了同屬韩国职业足球联赛的蔚山現代（首回合主场2-3，次回合客场4-1）；最後在決賽两回合3-2擊敗敘利亞足球超級聯賽的霍姆斯高贵（首回合主场2-0，次回合客场1-2），成為2006年亞足联冠軍聯賽冠軍。
由於獲得2006年亞足联冠軍聯賽冠軍，全北现代隊得以參加2006年国际足联世界俱乐部杯。2006年国际足联世界俱乐部杯全北现代隊會先在日本東京国立霞丘陆上竞技场與2006年中北美洲及加勒比海冠军杯冠军，来自墨西哥的美洲足球俱乐部比賽，而冠軍將於四強與西甲的巴塞隆納在橫濱比賽。

#### 2006–现在
全北现代长期在韩国职业足球联赛中处于弱势地位，直到2009年韩国职业足球联赛他们才获得俱乐部历史上第一座韩国职业足球联赛冠军。他们在常规赛17胜6平5负进59球失33球净胜26球排名第一直接进入2009年韩国职业足球联赛季后赛决赛，而后在2009年韩国职业足球联赛季后赛决赛两回合3–1击败城南一和（首回合客场0–0，次回合主场3–1），获得2009年韩国职业足球联赛总冠军。自此，全北现代在韩国职业足球联赛从未落在前三甲之外至今。
全北现代在2011年获得俱乐部历史上第二座韩国职业足球联赛冠军。2011年韩国职业足球联赛，全北现代在常规赛18胜9平3负进67球失32球净胜35球排名第一直接进入2011年韩国职业足球联赛季后赛决赛，而后在2011年韩国职业足球联赛季后赛决赛两回合4–2击败蔚山现代老虎（首回合客场2–1，次回合主场2–1），获得2011年韩国职业足球联赛总冠军。在2011年亚足联冠军联赛中，他们与中国山东鲁能，日本大阪樱花，印度尼西亚阿雷马分在一个小组，第一轮主场1–0击败山东鲁能，第二轮客场4–0击败阿雷马，第三轮客场0–1不敌大阪樱花，第四轮主场1–0击败大阪樱花，第五轮客场2–1击败山东鲁能，第六轮主场6–0击败阿雷马，从而以5胜0平1负进14球失2球净胜12球积15分成绩小组第一出线，1/8决赛单回合主场3–0淘汰天津泰达，1/4决赛两回合9–5淘汰大阪樱花（首回合客场3–4，次回合主场6–1），半决赛两回合5-3淘汰吉达团结（首回合客场3-2，次回合主场2-1），在全北现代主场全州世界杯体育场举办2011年亚足联冠军联赛决赛中，全北现代2-2战平来自卡塔尔的萨德，点球大战2–4落败，无缘亚足联冠军联赛冠军。
2014年，全北现代在韩国职业足球联赛第三十五轮（冠军组第二轮）中客场3-0击败济州联，提前三轮锁定韩国职业足球联赛冠军，并最终以24胜9平5负进60球失22球净胜38球积81分获得俱乐部历史上第三座韩国职业足球联赛冠军。2015年亚足联冠军联赛，全北现代将与2014年中国足协杯冠军山东鲁能泰山，2014年越南国家足球锦标赛冠军平阳贝卡麦克斯，日本職業足球甲級聯賽殿军柏太阳神分在一组。
2016年，全北现代雖然再K聯賽常規賽創下三十三輪不敗(18勝15平)的佳績，但因為被查出隊內球探曾在2013年涉嫌賄賂裁判，俱樂部被處罰扣除九個聯賽積分，加上聯賽最後五輪季後賽表現不佳，逐漸被其聯賽對手首爾FC拉進差距，並在聯賽最後一輪0比1不敵對手，無緣聯賽三連霸。不過全北現代在2016年亚足联冠军联赛中一路高歌猛進，其球隊核心萊昂納多再淘汰賽中的優異表現使得他們一路淘汰了中超的上海上港以及同聯賽的首爾FC等強敵，在決賽中以３比２的總比分(主場２比１，客場１比１)戰勝了擁有球星＂海灣梅西＂奧馬爾的阿尔艾因，得到隊史第二座亞冠冠軍。
2017年，全北現代面臨了隊內一些優秀球員，例如金亨镒及萊昂納多以及隊長權純泰的離隊，球隊也因為行賄事件無緣2017年亞足聯冠軍聯賽，結束了球隊連續八年進軍亞冠的紀錄。聯賽方面,2017賽季全北現代的主場暫時從全州世界盃競技場變為了全州綜合體育場，由於全州世界盃競技場要承辦2017年U-20世界盃的比賽，因此場館進行了全面翻修。因從3月5日（第一輪對全南）至5月27日（第十三輪對水原）的主場比賽都安排在了全州綜合體育場舉行。從6月21日（第十五輪對江原）開始，所有的比賽都回到全州世界盃體育場舉行。
2018年，全北現代再次回到亞足聯冠軍聯賽的賽場，最終於半準決賽出局。聯賽方面，於第32輪比賽中，全北現代憑藉老將李同國的點球客場絕平蔚山現代，提前六輪奪得2018賽季韓國K聯賽1冠軍，實現成功衛冕，這是全北現代隊史第6次問鼎K聯賽。
2019年，因競爭對手蔚山现代於最後一輪落敗，在另一片场地获胜的全北現代幸运地拿到了韓國K聯賽1三连冠。
2020年，全北现代拿到了韩国国内的双冠王。
2021年，全北现代完成了韓國K聯賽1五连冠。

## 歷屆成績
截至2023年6月
| 赛季 | 联赛等级 | 俱乐部数量 | 联赛最终排名 | 韩国足协杯 | 亚足联冠军联赛 |
| ---- | -------- | ---------- | ------------ | ---------- | -------------- |
| 1995 | 1        | 8          | 7            | -          | -              |
| 1996 | 1        | 9          | 5            | 1/4决赛    | -              |
| 1997 | 1        | 10         | 6            | 16强       | -              |
| 1998 | 1        | 10         | 6            | 16强       | -              |
| 1999 | 1        | 10         | 7            | 亚军       | -              |
| 2000 | 1        | 10         | 4            | 冠军       | -              |
| 2001 | 1        | 10         | 9            | 半决赛     | -              |
| 2002 | 1        | 10         | 7            | 1/4决赛    | -              |
| 2003 | 1        | 12         | 5            | 冠军       | -              |
| 2004 | 1        | 13         | 6            | 1/4决赛    | 半决赛         |
| 2005 | 1        | 13         | 12           | 冠军       | -              |
| 2006 | 1        | 14         | 11           | 16强       | 冠军           |
| 2007 | 1        | 14         | 8            | 16强       | 1/4决赛        |
| 2008 | 1        | 14         | 4            | 1/4决赛    | -              |
| 2009 | 1        | 15         | 1            | 半决赛     | -              |
| 2010 | 1        | 15         | 3            | 1/4决赛    | 1/4决赛        |
| 2011 | 1        | 16         | 1            | 16强       | 亚军           |
| 2012 | 1        | 16         | 2            | 1/4决赛    | 小组赛         |
| 2013 | 1        | 14         | 3            | 亚军       | 1/8决赛        |
| 2014 | 1        | 12         | 1            | 半决赛     | 1/8决赛        |
| 2015 | 1        | 12         | 1            | 16强       | 1/4决赛        |
| 2016 | 1        | 12         | 2            | 1/4决赛    | 冠军           |
| 2017 | 1        | 12         | 1            | 第四圈     | -              |
| 2018 | 1        | 12         | 1            | 1/8决赛    | 1/4决赛        |
| 2019 | 1        | 12         | 1            | 16强       | 1/8决赛        |
| 2020 | 1        | 12         | 1            | 冠军       | 小组赛         |
| 2021 | 1        | 12         | 1            | 16强       | 1/8决赛        |
| 2022 | 1        | 12         | 2            | 冠军       | 準决赛         |

## 俱乐部荣誉

### 国内赛事

#### 正式赛事
- K聯賽
  - 冠軍：9次（2009（英语：2009 K League）, 2011（英语：2011 K League）, 2014, 2015, 2017, 2018, 2019, 2020, 2021）
  - 亞軍：2次（2012（英语：2012 K League）, 2016（英语：2016 K League））
- 韓國足總盃
  - 冠軍：5次（2000（英语：2000 Korean FA Cup）, 2003（英语：2003 Korean FA Cup）, 2005（英语：2005 Korean FA Cup）, 2020, 2022）
  - 亞軍：3次（1999（英语：1999 Korean FA Cup）, 2013（英语：2013 Korean FA Cup）, 2023）
- 韓國联赛杯
  - 亞军：1次（2010（英语：2010 Korean League Cup）)
- 韓國超級盃
  - 冠軍：1次（2004（英语：2004 Korean Super Cup））
  - 亞軍：2次（2001（英语：2001 Korean Super Cup）, 2006（英语：2006 Korean Super Cup））

#### 其他赛事
- 韓國總統盃
  - 冠軍：1次（1999）

### 国际赛事
- 亞足聯冠軍聯賽
  - 冠軍：2 次（2006年，2016年）
  - 亚軍：1 次（2011年）
- 亞洲优胜者盃
  - 亚軍：1 次（2001-2002年）

| 对手          | 赛季                  | 主场                  | 客场                  |
| 阿德莱德联队  | 2010 十六强淘汰赛     | 无                    | 3–2                   |
| 墨尔本胜利    | 2014 小组赛           | 0–0                   | 2–2                   |
| 墨尔本胜利    | 2016 十六强淘汰赛     | 2–1                   | 1-1                   |
| 重庆隆鑫      | 2001–02亚优杯 半决赛  | 2–0 (中立)            | 2–0 (中立)            |
| 上海绿地申花  | 2004 小组赛           | 0–1                   | 1–0                   |
| 上海绿地申花  | 2006 1/4决赛          | 4–2                   | 0–1                   |
| 上海上港      | 2016 1/4决赛          | 5–0                   | 0–0                   |
| 江苏苏宁      | 2016 小组赛           | 2–2                   | 2–3                   |
| 大连实德      | 2006 小组赛           | 3–1                   | 0–1                   |
| 长春亚泰      | 2010 小组赛           | 1–0                   | 2–1                   |
| 山东鲁能      | 2011 小组赛           | 1–0                   | 2–1                   |
| 山东鲁能      | 2015 小组赛           | 4–1                   | 4–1                   |
| 天津泰达      | 2011 十六强淘汰赛     | 3–0                   | 无                    |
| 天津权健      | 2018 小组赛           | 5–2                   | 2–4                   |
| 广州恒大      | 2012 小组赛           | 1–5                   | 3–1                   |
| 广州恒大      | 2013 小组赛           | 1–1                   | 0–0                   |
| 广州恒大      | 2014 小组赛           | 1–0                   | 1–3                   |
| 北京国安      | 2015 十六强淘汰赛     | 1–1                   | 1–0                   |
| 傑志          | 2018 小组赛           | 3–0                   | 6–0                   |
| 佩西普拉      | 2010 小组赛           | 8–0                   | 4–1                   |
| 阿雷马        | 2011 小组赛           | 6–0                   | 4–0                   |
| FC东京        | 2016 小组赛           | 2–1                   | 3–0                   |
| 清水心跳      | 2001–02亚优杯 1/4决赛 | 1–1                   | 2–2                   |
| 磐田喜悅      | 2004 小组赛           | 1–2                   | 4–2                   |
| 大阪钢巴      | 2006 小组赛           | 3–2                   | 1–1                   |
| 大阪钢巴      | 2015 1/4决赛          | 0–0                   | 2–3                   |
| 浦和红钻      | 2007 1/4决赛          | 0–2                   | 1–2                   |
| 浦和红钻      | 2013 小组赛           | 2–2                   | 3–1                   |
| 鹿島鹿角      | 2010 小组赛           | 1–2                   | 1–2                   |
| 大阪櫻花      | 2011 小组赛           | 1–0                   | 0–1                   |
| 大阪櫻花      | 2011 1/4决赛          | 6–1                   | 3–4                   |
| 柏雷素爾      | 2012 小组赛           | 0–2                   | 1–5                   |
| 柏雷素爾      | 2013 十六强淘汰赛     | 0–2                   | 2–3                   |
| 柏雷素爾      | 2015 小组赛           | 0–0                   | 2–3                   |
| 柏雷素爾      | 2018 小组赛           | 3–2                   | 2–0                   |
| 橫濱水手      | 2014 小组赛           | 3–0                   | 1–2                   |
| 蔚山现代      | 2006 半决赛           | 2–3                   | 4–1                   |
| 浦项制铁      | 2014 十六强淘汰赛     | 1–2                   | 0–1                   |
| 首尔FC        | 2016 半决赛           | 4–1                   | 1–2                   |
| 水原三星藍翼  | 2018 1/4决赛          | 0–3                   | 3–0(加时) (点球) 2–4  |
| 胜利竞技      | 2001–02亚优杯 第二轮  | 8–0                   | 4–0                   |
| 萨德          | 2011赛季决赛          | 2–2 (点球) 2–4        | 无                    |
| 希拉尔        | 2001–02亚优杯决赛     | 1–2 (黄金入球) (中立) | 1–2 (黄金入球) (中立) |
| 伊蒂哈德      | 2004 半决赛           | 2–2                   | 1–2                   |
| 伊蒂哈德      | 2011 半决赛           | 2–1                   | 3–2                   |
| 沙巴布        | 2010 1/4决赛          | 0–2                   | 1–0                   |
| 霍姆斯尊严    | 2006赛季决赛          | 2–0                   | 1–2                   |
| BEC特罗萨萨纳 | 2004 小组赛           | 4–0                   | 4–0                   |
| 武里南联      | 2012 小组赛           | 3–2                   | 2–0                   |
| 武里南联      | 2018 十六强淘汰赛     | 2–0                   | 2–3                   |
| 蒙通联        | 2013 小组赛           | 2–0                   | 2–2                   |
| 阿尔艾因      | 2004 1/4决赛          | 4–1                   | 1–0                   |
| 阿尔艾因      | 2016 决赛             | 2–1                   | 1–1                   |
| 岘港SHB       | 2006 小组赛           | 3–0                   | 1–0                   |
| 平阳比金迈    | 2015 小组赛           | 3–0                   | 1–1                   |
| 平阳比金迈    | 2016 小组赛           | 2–0                   | 2–3                   |

- 世俱杯
  - 第五名: 2次（2006年）

| 赛季                      | 比赛阶段   | 对手       | 比分 |
| 2006年世界俱乐部杯 · 日本 | 半准决赛   | 阿美利加會 | 0–1  |
| 2006年世界俱乐部杯 · 日本 | 第五名决赛 | 奧克蘭城   | 3–0  |

- - （2016年）

| 赛季                      | 比赛阶段   | 对手       | 日期           | 比分 |
| 2016年世界俱乐部杯 · 日本 | 半准决赛   | 阿美利加會 | 2016年12月11日 | 1–2  |
| 2016年世界俱乐部杯 · 日本 | 第五名决赛 | 辛當斯     | 2016年12月14日 | 4–1  |

## 歷任教練
最後更新於2006年8月。友誼賽不在紀錄中
| 名字         | 國籍     | 任職開始時間 | 任職結束時間 | 紀錄     | 紀錄 | 紀錄 | 紀錄 |
| 名字         | 國籍     | 任職開始時間 | 任職結束時間 | 比賽場次 | 勝   | 平   | 負   |
| ------------ | -------- | ------------ | ------------ | -------- | ---- | ---- | ---- |
| 金基福       | 大韩民国 | 1993年12月   | 1994年10月   | 36       | 5    | 5    | 26   |
| 车敬福       | 大韩民国 | 1994年11月   | 1996年12月   | 75       | 23   | 16   | 36   |
| 崔万喜       | 大韩民国 | 1996年12月   | 2001年7月    | 160      | 53   | 32   | 75   |
| 南大植（代） | 大韩民国 | 2001年8月    | 2001年9月    | 14       | 2    | 6    | 6    |
| 赵允焕       | 大韩民国 | 2001年10月   | 2005年6月    | 137      | 47   | 49   | 41   |
| 金炯烈（代） | 大韩民国 | 2005年6月    | 2005年7月    | 6        | 2    | 0    | 4    |
| 崔康煕       | 大韩民国 | 2005年7月    | 2011年12月   | 129      | 57   | 32   | 40   |
| 李興實（代） | 大韩民国 | 2011年12月   | 2012年12月   | 44       | 23   | 13   | 9    |
| 法比奥（代） | 巴西     | 2012年12月   | 2013年6月    | 13       | 6    | 4    | 3    |
| 辛弘基（代） | 大韩民国 | 2013年6月    | 2013年6月    | 1        | 0    | 0    | 1    |
| 崔康煕       | 大韩民国 | 2013年6月    |              | -        | -    | -    | -    |
| 金相植       | 大韩民国 | 2021年       |              |          |      |      |      |

## 现役球员
更新日期：2023年3月7日

### 现役名单
| 號碼 | 國籍     | 姓名                                 | 位置          | 出生日期       | 加盟年份 | 前屬球會           | 備註 |
| ---- | -------- | ------------------------------------ | ------------- | -------------- | -------- | ------------------ | ---- |
| 1    | 大韩民国 | Kim Jeong-Ho                         | 守門員GK      | 2001年4月20日  | 2019年   | 青年軍             |      |
| 3    | 大韩民国 | 鄭泰煜（英文：Jeong Taewook）        | 後衛 DF       | 1997年5月16日  | 2023年   | 大邱FC             |      |
| 4    | 大韩民国 | 朴鎭燮 （英文：Park Jin-Seob）副隊長 | 後衛DF 中場MF | 1995年10月23日 | 2022年   | 大田韓亞市民       |      |
| 5    | 大韩民国 | 尹英宣 （英文：Yun Young-Sun）       | 後衛DF        | 1988年10月4日  | 2022年   | 水原FC             |      |
| 6    | 大韩民国 | 金健雄 （英文：Kim Geon-Ung）        | 中場CM 後衛DF | 1997年8月9日   | 2014年   | 水原FC             |      |
| 7    | 大韩民国 | 韩教元                               | 前鋒FW 中場MF | 1990年6月15日  | 2014年   | 仁川聯             |      |
| 8    | 大韩民国 | 白昇浩 （英文:Paik Seung-Ho）副隊長  | 中場MF        | 1997年3月17日  | 2021年   | 達斯泰特98         |      |
| 9    | 巴西     | 古斯塔沃·亨里克                      | 前鋒FW        | 1994年3月29日  | 2020年   | 哥連泰斯保利斯塔   |      |
| 10   | 大韩民国 | 曹圭成                               | 前鋒FW        | 1998年1月25日  | 2020年   | FC安養             |      |
| 11   | 大韩民国 | 李洞俊                               | 前鋒FW        | 1997年2月1日   | 2023年   | 哈化柏林           |      |
| 13   | 大韩民国 | 鄭民基 （英語：Jeong Min-KI)         | 守門員GK      | 1996年2月9日   | 2023年   | FC安養             |      |
| 14   | 大韩民国 | 李承琪                               | 中場MF        | 1988年6月2日   | 2013年   | 光州               |      |
| 15   | 大韩民国 | 具滋龙                               | 後衛DF        | 1992年4月6日   | 2020年   | 水原三星藍翼       |      |
| 16   | 大韩民国 | 李秀彬 （英文：Lee Soo-Bin）         | 中場MF        | 2000年5月7日   | 2023年   | 浦項製鐵           |      |
| 17   | 大韩民国 | 宋旻揆                               | 前鋒FW        | 1999年9月12日  | 2021年   | 浦項製鐵           |      |
| 19   | 巴西     | Rafael Silva                         | 前鋒FW        | 1992年4月4日   | 2023年   | Cruzeiro EC        |      |
| 21   | 日本     | 天野 純                              | 中場MF        | 1991年7月19日  | 2020年   | 蔚山現代           |      |
| 23   | 大韩民国 | 金珍洙 副隊長                        | 後衛DF        | 1992年6月13日  | 2021年   | 艾納斯（租借加盟） |      |
| 25   | 大韩民国 | 崔喆淳                               | 後衛DF        | 1987年2月8日   | 2006年   | 青年军             |      |
| 26   | 大韩民国 | 洪正好                               | 後衛DF        | 1989年8月12日  | 2020年   | 江苏苏宁           |      |
| 27   | 大韩民国 | 文宣民                               | 前鋒FW        | 1992年6月9日   | 2019年   | 仁川聯             |      |
| 28   | 大韩民国 | 孟成雄 Maeng Seong-Ung               | 中場MF        | 1996年1月8日   | 2021年   | FC安養             |      |
| 29   | 大韩民国 | 柳在文                               | 中場MF        | 1993年11月8日  | 2021年   | 大邱               |      |
| 30   | 大韩民国 | Oh Jae-Hyeok                         | 中場MF        | 2002年6月21日  | 2023年   | 富川1995           |      |
| 32   | 大韩民国 | 鄭宇宰 Jeong Woo-Jae                 | 後衛DF        | 1992年6月28日  | 2023年   | 濟州聯             |      |
| 33   | 大韩民国 | 金紋奐 Kim Moon-Hwan                 | 後衛DF        | 2001年5月15日  | 2022年   | 洛杉磯足球會       |      |
| 97   | 巴西     | Andre Luis                           | 前鋒FW        | 1997年4月21日  | 2019年   | SC Corinthians     |      |

### B隊（K聯賽4）
| 號碼 | 國籍     | 姓名                 | 位置          | 出生日期        | 加盟年份 | 前屬球會          | 備註                                 |
| ---- | -------- | -------------------- | ------------- | --------------- | -------- | ----------------- | ------------------------------------ |
| 18   | 大韩民国 | Lee Min-hyeok        | 中場MF        | 2002年1月19日   | 2023年   | -                 |                                      |
| 22   | 大韩民国 | Park Jin-Seong       | 後衛DF        | \|2001年5月15日 | 2021年   | -                 | 2021年加入全北現代 但2022年才轉入B隊 |
| 24   | 大韩民国 | 李聖允 Lee Sung-Yoon | 前鋒FW        | 2000年10月31日  | 2023年   | 首爾衣戀 （租借） |                                      |
| 31   | 大韩民国 | Hong Jang-Woo        | 中場MF 後衛DF | 2002年5月5日    | 2022年   | -                 |                                      |
| 34   | 大韩民国 | Yoo Ye-chan          | 後衛DF        | 2001年5月9日    | 2023年   | -                 |                                      |
| 35   | 大韩民国 | Kang Yeong-Seok      | 中場MF        | 2002年5月5日    | 2022年   | -                 |                                      |
| 36   | 大韩民国 | Kang Sang-Yoon       | 中場MF 後衛DF | 2004年5月31日   | 2022年   | -                 |                                      |
| 37   | 大韩民国 | Park Jun-Beom        | 前鋒FW        | 2001年4月5日    | 2022年   | -                 |                                      |
| 40   | 大韩民国 | Lee Woo-Yeon         | 後衛DF        | 2003年1月22日   | 2022年   | -                 |                                      |
| 41   | 大韩民国 | Park Bum-soo         | 守門員GK      | 2001年3月2日    | 2023年   | -                 |                                      |
| 47   | 大韩民国 | Park Chae-Joon       | 前鋒FW        | 2003年5月26日   | 2021年   | -                 | 2021年加入全北現代 但2022年才轉入B隊 |
| 55   | 大韩民国 | No Yun-Sang          | 後衛DF 前鋒FW | 2001年4月5日    | 2021年   | -                 | 2021年加入全北現代 但2022年才轉入B隊 |
| 63   | 大韩民国 | Kim Rae-Woo          | 中場MF        | 2004年3月12日   | 2023年   | -                 |                                      |
| 66   | 大韩民国 | Do Jae-Gyeong        | 中場MF        | 2001年1月19日   | 2023年   | -                 |                                      |
| 70   | 大韩民国 | Park Chang-Woo       | 後衛DF        | 2003年3月1日    | 2022年   | -                 |                                      |
| 77   | 大韩民国 | Yoo Soo-Hwan         | 後衛DF        | 2002年3月6日    | 2023年   | -                 |                                      |
| 88   | 大韩民国 | Park Kyu-Min         | 前鋒FW        | 2001年6月8日    | 2022年   | -                 |                                      |
| 97   | 大韩民国 | Lee Kyu-Dong         | 前鋒FW        | 2004年1月24日   | 2023年   | -                 |                                      |
| 99   | 大韩民国 | Kim Chang-Hoon       | 前鋒FW        | 2004年10月23日  | 2023年   | -                 |                                      |

### 外租及兵役球员
| 國籍     | 姓名                       | 位置     | 出生日期      | 入伍/租借球會 | 號碼                            | 備註                            |
| -------- | -------------------------- | -------- | ------------- | ------------- | ------------------------------- | ------------------------------- |
| 大韩民国 | 이지훈 Lee Ji-Hoon         | 前鋒 FW  | 2002年3月2日  | 金泉尚武      | 19（金泉尚武）                  | 退伍日期 2023-12-12全北B隊      |
| 大韩民国 | 李裕賢 이유현 Lee Yoo-Hyun | 後衛 DF  | 1997年2月8日  | 金泉尚武      | 11（金泉尚武）                  | 退伍日期 2024-1-3               |
| 大韩民国 | 김준홍 Kim Jun-Hong        | 守門員GK | 2003年6月3日  | 金泉尚武      | 41 （金泉尚武）                 | 退伍日期 2024-7-15全北B隊       |
| 大韩民国 | 金鎭圭 김진규 Kim Jin-Gyu  | 中場MF   | 1997年2月24日 | 金泉尚武      | 97 （全北現代） 41 （金泉尚武） | 退伍日期 2024-7-15              |
| 大韩民国 | 전지완 Jeon Ji-wan         | 守門員GK | 2004年5月14日 | FC琉球        |                                 | 2023-12-31 租約滿約日期全北B隊  |
| 大韩民国 | 엄승민 Eom Seung-Min       | 前鋒 FW  | 2003年5月2日  | FC木浦        | 29（FC木浦）                    | 2023-12-31 租約滿約日期 全北B隊 |
| 大韩民国 | 李俊護 이준호 Lee Jun-Ho   | 前鋒 FW  | 2002年9月28日 | 全南天龙      | 13（全南天龍）                  | 2023-12-31 租約滿約日期 全北B隊 |

## 曾效力球會的著名球星
- 徐東明
- 尹晶煥
- 崔真喆
- 金信煜
- Paulo Roberto Rink
- Milton Rodriguez
- 莱昂纳多·罗德里格斯·佩雷拉

## 俱乐部主要职员

### 教练团队
- 主教练： 金相植（英语：Kim Sang-sik）
- 领队： 金斗炫 Kim Doo-Hyun
- 助理教练： 朴源載 Park Won-Jae  Ahn Jae-Seok
- 体能教练：-
- 守门员教练： 李雲在 Lee Woon-Jae
- 技術總監： 朴智星
- 技術顧問： Roberto Di Matteo
- B隊教練： 趙星煥  Cho Sung-Hwan
- 儿童组教练： 车宗福（Cha Jong-Bok）
- 青年队主管（U-15）： 安在锡（Ahn Jae-suk）
- 青年队主管（U-18）： 金京亮（Kim Kyeong-ryang）
- 青年队教练（U-18）： 金宗川（Kim Jong-chun）
- 青年队守门员教练（U-18）： 金至云（Kim Ji-woon）

### 辅助团队
- 俱乐部医生:  宋河宪（Song Ha-heon）
- 俱乐部助理医生: Gilvan Oliveira
- 俱乐部助理医生: Kim Jae-Oh
- 俱乐部助理医生:  Kim Byeong-Seon
- 俱乐部助理医生:  Lee Gyu-Yueo
- 俱乐部助理医生:  Park Jeong-Hoon

- 翻译:  金敏洙（Kim Min-soo）
- 醫療諮詢團 : 송하헌, 문성헌, 정몽룡, 태형진, 신준호, 백현선, 최광석, 고광재

## 球衣種類

### 主場VS客場
22年球衣為示範，主場球衣是以象徵全北現代的綠色為主，所以會在主場的時候會穿，而客場球衣就是以白色為主，在非主場的時間使用。

### 聯賽 VS ACL
聯賽和亞洲聯賽冠軍杯也是有分別的

#### 聯賽球衣
會在logo上有9顆星星 代表全北以前贏的聯賽冠軍的次數
後面是選手的韓文名字 會在大家熟知的K聯賽穿用的

#### ACL球衣
logo上只有2顆星星 意思也是代表全北贏過2次的ACL冠軍
而後面寫的是選手的英文名字，是會用於跟海外其他亞洲球會進行國際賽事

## 球衣赞助商
- 1995: Ludis
- 1996: Fuerza Sports
- 1997–03: 阿迪达斯
- 2004: 茵宝
- 2005–06: 锐步
- 2007–现在: Hummel

## 队徽

2006–2012
2013–2017
2018–现在

## 爭議

### 慶祝日本大地震標語
2011年9月27日，在韓國舉行的亚冠四分之一决赛中，韓國的全北現代隊主场迎战日本的大阪櫻花隊，在比賽進行時，有韓國球迷在比賽中舉出以日本語手寫的「慶祝日本大地震」的海報，日本球會工作人員見狀立即向亞足聯提交書面抗議，並要求道歉。海報經過大阪樱花队抗議後，在比賽的後半拿掉。
事後韩国全北現代隊事後也在官方網站刊登道歉文表示，「對日本國民和球迷們深感歉意，今後會努力不讓類似事件再度發生」。而該名球迷也向球會和日方道歉，而全北現代最終處分該球迷不得到球場觀賞比賽，為期十年。

### 賄賂裁判醜聞
2016年5月，發生賄賂裁判醜聞，但是該隊因為在征戰2016年亞足聯冠軍聯賽而不斷推遲公布的時間，拖延懲處，但該國媒體推斷，结合之前相关K联赛俱乐部的行贿案例（例如：在挑戰K聯賽的慶南足球俱樂部因為行賄裁判被罰2016年賽季積分扣10分，罰款7000萬韓圓），韩国K联盟很可能对全北现代做出包括扣掉赛當賽季积分20分、取消下赛季亚冠参赛资格、下季联赛積分扣10分等，同時面臨1.4億韓圓的罰款，情形嚴重時更可能面臨降級甚至除名的風險。
但是有球迷呼籲「為了K聯賽的長期發展，必須徹底清算這些惡習」，「必須一視同仁，哪怕犯錯的是冠軍球隊。如果僅是處以扣聯賽積分和繳納金錢的處罰的話，對全北這樣的名門球隊是不痛不癢，根本無法起到警示的作用。」但也有部分人認為全北若被降級，對於K聯賽的票房和形象都是沉重的打擊：「這一打擊是致命的，K聯賽很可能短時間內恢復元氣。」而持反對意見。
2016年9月30日，因為賄賂裁判醜聞，全北現代被扣除9個聯賽積分並罰款1億韓圓。
2016年12月23日，亞冠衛冕冠軍全北現代將接受亞洲足球聯盟調查，經亞足聯"參賽管理機構"認定全北現代有罪，衛冕冠軍無緣2017年亞足聯冠軍聯賽。
2017年1月18日，亞足聯宣布禁止全北參加2017年亞足聯冠軍聯賽，其小組賽資格由濟州聯遞補資格，聯賽第四名的蔚山現代進入資格賽，而全北現代也做出了反擊，向CAS提出上訴，強調俱樂部並未操縱比賽，並且球隊無法接受來自韓足聯及亞足聯的雙重懲罰，希望能推翻亞足聯的決定，不過最後2月3日CAS駁回了上訴，成為首個未參賽的衛冕冠軍。
該事件還有個令人意外的結局，2017年6月16日，該名球探被發現在全北現代主場全州世界盃競技場內自殺身亡。
因為這次的事件，韓國球迷為全北改了「메북」的暱稱，메是因為在韓文裡「메수」是收買的意思，而북就是全北現代的韓文短名「전북현대」。

## 外部連結
- 全北現代官方網站 （页面存档备份，存于）
- 韓國MAD GREEN BOYS網站
- 韓國GREEN UNION網站 （页面存档备份，存于）

| 成就                | 成就                | 成就            |
| ------------------- | ------------------- | --------------- |
| 前任：              | 亚足联冠军联赛 2006 | 繼任： 浦和紅鑽 |
| 前任： 广州恒大淘宝 | 亚足联冠军联赛 2016 | 繼任： 浦和紅鑽 |